# Eisenacher Regulativ
Das Eisenacher Regulativ ist ein Vorschriftenkatalog zur Gestaltung von evangelischen Kirchenbauten in Deutschland, mit dem eine grundsätzliche Normung der Kirchenbauten im 19. Jahrhundert angestrebt wurde. Es wurde 1861 publiziert und löste damit das Dresdner Regulativ von 1856 ab.

## Geschichte
Das Eisenacher Regulativ wurde 1861 auf der Eisenacher Kirchenkonferenz (30. Mai bis 5. Juni 1861) unter der Beteiligung und Mitsprache von namhaften Bauräten (Geheimer Oberbaurat Friedrich August Stüler aus Berlin, Oberbaurat Christian Friedrich von Leins aus Stuttgart und Baurat Conrad Wilhelm Hase aus Hannover) in Eisenach beschlossen. Die grundlegenden theologischen Impulse gingen vor allem von Theodor Kliefoth aus.
In 16 Vorschriften wurden in diesem Regulativ in Anlehnung an mittelalterliche Baustile bindende Ausführungsregeln empfohlen, z. B. eine Ostung der Kirche sowie ein kreuzförmiger Grundriss mit ausgeprägtem Langhaus. Da von vorhandenen Kirchen keine Umgestaltung verlangt wurde, konnte das historisch gewachsene Gesamtbild des Kirchenbaus erhalten bleiben. Die Neugotik trat ihren Siegeszug an.
Das Eisenacher Regulativ hatte etwa 30 Jahre lang Gültigkeit und prägte die Kirchenneubauten vor allem der lutherischen Landeskirchen, bis es durch das 1890 von Pfarrer Emil Veesenmeyer erstellte und vom Berliner Architekten Johannes Otzen 1892 zum ersten Mal an der Wiesbadener Ringkirche umgesetzte Wiesbadener Programm abgelöst wurde. Hierauf ging die Kirchenobrigkeit jedoch zunächst nicht ein. Erst mit dem zweiten Kirchenbaukongress in Dresden 1906 kam es zu einer freieren Architektur im evangelischen Kirchenbau. Die Vorschriften des Eisenacher Regulativs blieben noch bis 1908 wirksam.

## Auszug aus den Empfehlungen
In den Klammern sind die Nummern der Thesen des Wiesbadener Programms angegeben:
1. Jede Kirche sollte nach alter Sitte orientiert, d. h. so angelegt werden, daß ihr Altarraum gegen den Sonnenaufgang liegt.
2. Die dem evangelischen Gottesdienst angemessenste Grundform ist ein längliches Viereck. […]
3. Die Würde des christlichen Kirchenbaues fordert Anschluss an einen der geschichtlich entwickelten christlichen Baustile und empfiehlt in der Grundform des länglichen Vierecks neben der altchristlichen Basilika und der sogenannten romanischen (vorgotischen) Bauart vorzugsweise den sogenannten germanischen (gotischen) Styl. Die Wahl des Bausystems für den einzelnen Fall sollte aber nicht sowohl dem individuellen Kunstgeschmack der Bauenden als dem vorwiegenden Charakter der jeweiligen Bauweise der Landesgegend folgen. Auch sollten vorhandene brauchbare Reste älterer Kirchengebäude sorgfältig erhalten und maassgebend benutzt werden. Ebenso müssen die einzelnen Bestandtheile des Bauwesens in seiner inneren Einrichtung, von dem Altar und seinen Gefäßen bis herab zum Gestühl und Geräthe, namentlich auch die Orgel, dem Stil der Kirche entsprechen.(1)
4. Der Kirchenbau verlangt dauerhaftes Material und solide Herstellung ohne täuschenden Bewurf oder Anstrich. Wenn für den Innenbau die Holzconstruktion gewählt wird, welche der Akustik besonders in der Überdachung günstig ist, so darf sie nicht den Schein eines Steinbaues annehmen. Der Altarraum ist jedenfalls massiv einzuwölben.
5. Der Haupteingang der Kirche steht am angemessensten in der Mitte der westlichen Schmalseite, so dass von ihm bis nach dem Altar sich die Längenaxe der Kirche erstreckt.
6. Ein Thurm sollte nirgends fehlen, wo die Mittel irgend ausreichen, und wo es daran dermalen fehlt, sollte Fürsorge getroffen werden, dass er später zur Ausführung komme. Zu wünschen ist, dass derselbe in einer organischen Verbindung mit der Kirche stehe, und zwar der Regel nach über dem westlichen Haupteingange zu ihr.
7. Der Altarraum (Chor) ist um mehrere Stufen über den Boden des Kirchenschiffes zu erhöhen. Er ist groß genug, wenn er allseitig um den Altar den für die gottesdienstlichen Handlungen erforderlichen Raum gewährt. Anderes Gestühl, als etwa für die Geistlichen und den Gemeindevorstand, und, wo der Gebrauch es mit sich bringt, der Beichtstuhl, gehört nicht dorthin. Auch dürfen keine Schranken den Altarraum von dem Kirchenschiffe trennen. (2)
8. Der Altar mag je nach liturgischem und akustischem Bedürfnis mehr nach vorne oder rückwärts, zwischen Chorbogen und Hinterwand, darf aber nie unmittelbar (ohne Zwischendurchgang) vor der Hinterwand des Chors aufgestellt werden. Eine Stufe höher als der Chorboden, muß er Schranken, auch eine Vorrichtung zum Knien für die Confirmanden, Communikanten, Kopulanden usw. haben. Den Altar hat als solchen, soweit nicht confessionelle Gründe entgegenstehen, ein Crucifix zu bezeichnen, und wenn über dem Altartische sich ein architektonischer Aufsatz erhebt, so hat das etwa damit verbundene Bildwerk, Relief oder Gemälde, stets nur eine der Hauptthatsachen des Heils darzustellen. (3)
9. Der Taufstein kann in der innerhalb der Umfassungswände der Kirche befindlichen Vorhalle des Hauptportals oder in einer daranstoßenden Kapelle, sodann auch in einer eigens dazu hergerichteten Kapelle neben dem Chor stehen. Da, wo die Taufen vor versammelter Gemeinde vollzogen werden, ist seine geeignetste Stellung vor dem Auftritt in den Altarraum. Er darf nicht ersetzt werden durch einen tragbaren Tisch.
10. Die Kanzel darf weder vor noch hinter oder über dem Altar, noch überhaupt im Chore stehen. Ihre richtige Stellung ist da, wo Chor und Schiff zusammenstoßen, an einem Pfeiler des Chorbogens nach außen (dem Schiffe zu); in mehrschiffigen großen Kirchen an einem der östlicheren Pfeiler des Mittelschiffs. (4) […]
11. Die Orgel, bei welcher auch der Vorsänger mit dem Sängerchor seinen Platz haben muß, findet ihren natürlichen Ort dem Altar gegenüber am Westende der Kirche auf einer Empore über dem Haupteingang, dessen perspektivischer Blick auf Schiff und Chor jedoch nicht durch das Emporengebälke beeinträchtigt werden darf. (4)
12. Wo Beicht- oder Lehrstuhl (Lesepult) sich findet, da gehört jener in den Chor (7), dieser entweder vor den Altar auf eine der Stufen, die aus dem Schiffe zum Chor emporführen, doch so, dass der Blick der Gemeinde nach dem Altar nicht verhindert werde, oder an einen Pfeiler des Chorbogens, um für den Zweck der Katechese, Bibelstunde u. dgl. vor den Altar hingerückt zu werden.
13. Emporen, außer der westlichen (11), müssen, wo sie unvermeidlich sind, an den beiden Langseiten der Kirche so angebracht werden, dass sie den freien Überblick der Kirche nicht stören. Auf keinen Fall dürfen sie sich in den Chor hineinziehen. […]
14. Die Sitze der Gemeinde (Kirchenstühle) sind möglichst so zu beschaffen, dass von ihnen aus Altar und Kanzel zugleich während des ganzen Gottesdienstes gesehen werden können. Vor den Stufen des Chors ist angemessener Raum frei zu lassen. Auch ist je nach dem gottesdienstlichen Bedürfnis ein breiter Gang mitten durch das Gestühl des Schiffes nach dem Haupteingange zu, oder, wo kein solches Bedürfnis vorliegt, sind 2 Gänge von angemessener Breite an den Pfeilern des Mittelschiffes oder an den Trägern der Emporen hin anzulegen. Die Basen der Pfeiler sollen nicht durch Gestühl eingefasst werden.
15. Die Kirche bedarf einer Sakristei, nicht als Einbau, sondern als Anbau, neben dem Chor, geräumig, hell, trocken, heizbar, von kirchenwürdiger Anlage und Ausstattung.
16. Vorstehende Grundsätze für den evangelischen Kirchenbau sind von den kirchlichen Behörden auf jeder Stufe geltend zu machen, den Bauherren rechtzeitig zur Kenntnis zu bringen und der kirchenregimentlichen Prüfung, beziehungsweise Berichtigung, welcher sämtliche Baurisse unterstellt werden müssen, zugrunde zu legen.

## Beispiele
- 1859–1864 Christuskirche in Hannover
- 1863–1869 Paulskirche in Schwerin
- 1861–1864 Heilig-Geist-Kirche in Menden (Sauerland)
- 1865–1866 Maria-Magdalenen-Kirche in Elmschenhagen
- 1867–1869 Große Kirche in Dortmund-Aplerbeck
- 1871–1872 Friedenskirche in Steele
- 1878–1880 Presbyterkirche in Kalk
- 1880–1882 St. Johannis in Hamburg
- 1884–1888 Evangelische Stadtkirche in Wanfried
- 189400000 Kreuzkirche in Senne II
- 1896–1897 Dankeskirche in Holtenau
- 1902–1903 Nathanael-Kirche in Berlin-Steglitz